# قاي رايدر
قاي رايدر هو نقابي وسياسي بريطاني، ولد في 3 يناير 1956 في ليفربول في المملكة المتحدة.

## وصلات خارجية
- قاي رايدر على موقع IMDb (الإنجليزية)
- قاي رايدر على موقع مونزينجر (الألمانية)